# Робер Шаперон
Робе́р (Б́об) Шаперо́н (фр. Robert (Bob) Chaperon, нар.18 травня 1958) — канадський колишній професіональний гравець в снукер; також на професійному рівні грав в пул.

## Кар'єра
Став професіоналом у 1984 році. У  1990 році виграв свій єдиний рейтинговий турнір — British Open, обігравши в фіналі  Алекса Хіггінса, 10:8 . Також Боб перемагав у складі канадської збірної на  Кубку світу в 1990. Крім British Open Шаперон як мінімум одного разу досягав чвертьфіналу іншого рейтингового турніру ( Гран-прі 1987). Боб двічі (у 1981 та 2000) вигравав чемпіонат Канади зі снукеру. Найвища позиція канадця в світовому рейтингу — 26-е місце у сезоні 1990/91, але саме після цього сезону кар'єра Шаперона пішла на спад, та у 2001 році він покинув професійний снукер.

## Досягнення
- British Open — 1990
- World Cup (в складі збірної Канади) — 1990